# Ego Boyo
 (mars 2025).
La mise en forme du texte ne suit pas les recommandations de Wikipédia : il faut le « wikifier ».
Les points d'amélioration suivants sont les cas les plus fréquents. Le détail des points à revoir est peut-être précisé sur la page de discussion.
- Les titres sont pré-formatés par le logiciel. Ils ne sont ni en capitales, ni en gras.
- Le texte ne doit pas être écrit en capitales (les noms de famille non plus), ni en gras, ni en italique, ni en « petit »…
- Le gras n'est utilisé que pour surligner le titre de l'article dans l'introduction, une seule fois.
- L'italique est rarement utilisé : mots en langue étrangère, titres d'œuvres, noms de bateaux, etc.
- Les citations ne sont pas en italique mais en corps de texte normal. Elles sont entourées par des guillemets français : « et ».
- Les listes à puces sont à éviter, des paragraphes rédigés étant largement préférés. Les tableaux sont à réserver à la présentation de données structurées (résultats, etc.).
- Les appels de note de bas de page (petits chiffres en exposant, introduits par l'outil «  Source ») sont à placer entre la fin de phrase et le point final[comme ça].
- Les liens internes (vers d'autres articles de Wikipédia) sont à choisir avec parcimonie. Créez des liens vers des articles approfondissant le sujet. Les termes génériques sans rapport avec le sujet sont à éviter, ainsi que les répétitions de liens vers un même terme.
- Les liens externes sont à placer uniquement dans une section « Liens externes », à la fin de l'article. Ces liens sont à choisir avec parcimonie suivant les règles définies. Si un lien sert de source à l'article, son insertion dans le texte est à faire par les notes de bas de page.
- La présentation des références doit suivre les conventions bibliographiques. Il est recommandé d'utiliser les modèles {{Ouvrage}}, {{Chapitre}}, {{Article}}, {{Lien web}} et/ou {{Bibliographie}}. Le mode d'édition visuel peut mettre en forme automatiquement les références.
- Insérer une infobox (cadre d'informations à droite) n'est pas obligatoire pour parachever la mise en page.

Pour une aide détaillée, merci de consulter Aide:Wikification.
Si vous pensez que ces points ont été résolus, vous pouvez retirer ce bandeau et améliorer la mise en forme d'un autre article.
Pour les articles homonymes, voir Boyo.
 (juin 2024).
Nwakaego (Ego) Boyo née Nwakaego Nnamani le 6 septembre 1968 à Umuahia Sud, est une actrice, productrice, productrice exécutive et entrepreneure nigériane, connue pour son rôle d'Anne Haatrope dans le feuilleton du début des années 90, Checkmate. Elle est la fondatrice et directrice générale de Temple Productions, Temple films et Temple Studio,.

## Biographie

### Débuts
Boyo est née en 1968 à l'hôpital Queen Elizabeth, à Umuahia, au Nigéria, pendant la Guerre du Biafra, dans la famille d'Augustine Nnamani et de Gloria Nnamani (née Harewood).
Elle quitte le Nigeria à l'âge de dix jours pendant la guerre civile nigériane et vit à La Barbade pendant les quatre premières années de sa vie avant de retourner à Enugu en 1971. En 1976, sa famille déménage à Lagos. Elle est titulaire d'un baccalauréat en art théâtral de l'Université du Bénin.

### Parcours professionnel
Boyo commence sa carrière dans la série Checkmate du début des années 1990, où elle joue le personnage d'Anne Haatrope, aux côtés de Francis Agu et Richard Mofe Damijo.
Après la fin de Checkmate en 1995, Boyo travaille avec Igwe sur le film Violated, sorti en 1996. Plusieurs membres du casting et de l'équipe de Checkmate travaillent également sur le film, qui est bien accueilli par le public. Elle lance sa propre société de production, Temple Productions en 1996. 
Le studio est créé en 1998 avec son premier ensemble d'équipements numériques, l'une des premières entreprises à le faire alors que l'industrie abandonnait progressivement les équipements non numériques. En 1998, elle achète du matériel numérique et ouvre un bureau sur Dolphin Estate à Lagos avec un effectif de dix personnes.
Le premier client majeur de Temple[précision nécessaire] est la campagne The Obasanjo For President en 1998, pour laquelle la société produit des jingles, des clips vidéo et des publicités. D'autres grandes entreprises clientes, notamment la division du support technique pour l'industrie, ont permis à l'entreprise de connaître le succès.
Elle produit le film muet A Hotel Called Memory en 2017,, qui remporte le prix du public du meilleur film expérimental au BlackStar Film Festival de Philadelphie. En 2019, elle produit le film The Ghost and the House of Truth,, réalisé par Akin Omotoso, lauréat de l'Africa Movie Academy Award . Elle devient la 60e présidente de l'International Women's Society (IWS), une organisation indépendante, apolitique, non gouvernementale et à but non lucratif fondée en 1957,.

### Autres engagements
Elle a été ambassadrice des droits mondiaux pour Global Rights Nigeria ; dont le travail porte sur la lutte contre les violences sexuelles faites aux femmes.
En tant que fondatrice et administratrice de Tempio Media Advocacy and Information Foundation, elle se concentre sur la mise en valeur de l'éducation et des soins de santé des femmes. La fondation travaille avec des organisations non gouvernementales sur leurs messages visuels pour aider à éduquer les moins privilégiés. Elle a travaillé sur des documentaires et des vidéos de plaidoyer axés sur la santé maternelle ainsi que sur les agressions sexuelles. Elle est présidente du conseil consultatif du Lagos Fringe Theatre Festival, un festival multidisciplinaire qui se déroule chaque année au Nigeria et qui englobe toute la gamme des diversités artistiques et également membre du conseil d'administration du centre Mirabel, le premier centre de référence pour les agressions sexuelles ( SARC) au Nigéria,.
En tant que défenseur de l'éducation, Boyo a siégé au conseil consultatif de la Fondation Oando, qui a établi des écoles à travers le Nigeria afin d'instaurer un système éducatif durable visant à autonomiser les élèves. Elle a également été membre du comité de sélection nigérian pour les Oscars.
Elle a auparavant été membre du conseil consultatif de la Fondation Oando et a été la 60e présidente de la société internationale des femmes, ainsi que membre de l'organisation caritative à plusieurs titres. et directeur non exécutif au conseil d'administration de l'école préparatoire et secondaire de Lagos, Ikoyi, une école privée britannique basée à Lagos.

### Vie privée
Boyo est mariée à Omamofe Boyo depuis 1992, le directeur général adjoint du groupe Oando Plc. Elle a trois enfants.

## Filmographie
| Année       | Film                                 | Rôle                              | Note                 | Prix |
| ----------- | ------------------------------------ | --------------------------------- | -------------------- | --- |
| 1996        | Violé                                | Productrice et actrice            | Comme Peggy          | 3NOM (Prix Thelma) |
| 1998        | Vivre à nouveau                      | Productrice et actrice            | Comme le Dr Zainab   | |
| 2002        | Garder la foi                        | Producteur et producteur exécutif |                      | |
| 2007        | 30 jours                             | Producteur et producteur exécutif |                      | |
| 2017        | Un hôtel appelé mémoire              | Producteur et producteur exécutif |                      | Nominations aux AMAA Awards Meilleur réalisateur, Meilleur monteur, Meilleur film, Meilleur film nigérian, Réalisation en matière de son et de bande sonore |
| 2018 - 2023 | Le spectacle familial Mr X           | Actrice                           | Comme Deka           | |
| 2019        | Le fantôme et la maison de la vérité | Producteur exécutif               |                      | Sélection officielle Urban World Film Festival New York 2019, Lauréat du meilleur long métrage narratif (cinéma mondial)                                    |
| 2021        | La Femme Anjola                      | Actrice                           | Comme Yejide Johnson | |
| 2022        | Femme Terre                          | Coproducteur exécutif             |                      | |

## Distinctions
| Année | Remise des prix                       | Film                                 | Nomination | Prix                                                             | Réf    |
| ----- | ------------------------------------- | ------------------------------------ | --- | ---------------------------------------------------------------- | ------ |
| 2017  | Prix de l'Académie du cinéma africain | Un hôtel appelé mémoire              | -Meilleure réalisation en son et bande sonore -Meilleure réalisation en montage -Meilleur éditeur -Meilleur film -Meilleur film nigérian -Meilleur réalisateur | -Meilleur son et bande originale, -Meilleur éditeur              | ,      |
| 2019  | AFRIFF                                | Le fantôme et la maison de la vérité | -Film de clôture -Meilleur film nigérian (sélection officielle) -Meilleur réalisateur (sélection officielle) -Meilleure Actrice (Sélection officielle)         | -Meilleur film nigérian -Meilleur réalisateur -Meilleure actrice | [ 22 ] |
| 2019  | Festival du film Urbanworld           | Le fantôme et la maison de la vérité | -Meilleur long métrage narratif mondial (Cinéma mondial) -Festival du Film (Sélection officielle)                                                              | -Meilleur long métrage narratif mondial                          | [ 23 ] |